# Октябрь (Слуцкий район)
Октя́брь (бел. Акцябр) — агрогородок в Слуцком районе Минской области Беларуси. В составе Беличского сельсовета. Находится в 30 км юго-западнее Слуцка. Ранее административный центр Октябрьского сельсовета. 

## История
Деревня основана в 1927 году. До 1949 года называлась Трактор, по названию колхоза, основанного на базе бывшей усадьбы Иванихи.
В 1969 году 60 дворов, 211 жителей. На 1 января 1998 года 114 дворов, 370 жителей.
Около здания школы установлен памятник 136 землякам, погибшим в гражданскую (1918—1920), советско-финскую (1939—1940), Великую Отечественную (1941—1945) войны. В 1969 году установлена стела.

## Инфраструктура
- Октябрьская сельская библиотека-филиал № 32 сети публичных библиотек Слуцкого района
- Магазин
- Средняя школа
- Отделение почтовой связи

## Культура
- Библиотека
- Музей ГУО "Октябрьская базовая школа имени В. Витки"